# Astra (musikalbum)
Astra är ett album av progrockgruppen Asia, utgivet 1985. Låten "Go" blev en mindre hit på Billboardlistan.
Originalgitarristen Steve Howe hade innan albumet lämnat gruppen och ersattes av Mandy Meyer. Astra blev Meyers enda album med Asia. Det var också gruppens sista med sångaren John Wetton innan återföreningen av originaluppsättningen 2006.

## Låtlista
Samtliga låtar skrivna av Geoffrey Downes och John Wetton, om annat inte anges.
1. "Go" - 4:08
2. "Voice of America" - 4:28
3. "Hard on Me" (Geoffrey Downes/Carl Palmer/John Wetton) - 3:36
4. "Wishing" - 4:17
5. "Rock and Roll Dream" - 6:52
6. "Countdown to Zero" - 4:17
7. "Love Now Till Eternity" - 4:13
8. "Too Late" (Geoffrey Downes/Carl Palmer/John Wetton) - 4:13
9. "Suspicion" - 3:46
10. "After the War" - 5:10